# William Bryant (Schauspieler)
William Bryant (* 31. Januar 1924 in Detroit, Michigan als William Robert Klein; † 26. Juni 2001 in Los Angeles, Kalifornien) war ein US-amerikanischer Schauspieler. Er wirkte in über 230 Film- oder Serienproduktionen mit, wobei er auch unter den Namen Bill Bryant und William R. Klein in Vor- und Abspännen erwähnt wurde.

## Leben
Er begann seine Karriere beim Film 1949 mit einer im Abspann unerwähnten Rolle als Funker im Kriegsfilm Der Kommandeur. Es folgten in den nächsten Jahren weitere Besetzungen in Spielfilmen, wobei es in der Regel bei kleinen Nebenrollen blieb. 1955 bekam er eine seltene Chance auf eine Hauptrolle in dem B-Film King Dinosaur, in dem mehrere Astronauten (darunter Bryants Figur) auf einen fernen Planeten reisen, der von Dinosauriern bewohnt wird. In den 1960er- und 1970er-Jahren war Bryant öfters als Nebendarsteller in Western wie Chisum, Missouri oder Bis zum letzten Atemzug zu sehen.
Im Fernsehen wirkte Bryant seit den 1950er-Jahren als Gastdarsteller an Serien wie Bonanza, The Name of the Game, Die Waltons, Columbo, Drei Engel für Charlie, Magnum und Mord ist ihr Hobby mit. Er hatte gelegentlich wiederkehrende Nebenrollen, etwa 1967 als Colonel Crook in der Westernserie Hondo sowie als Lt. Shilton in der Krimiserie Die Zwei mit dem Dreh zwischen 1976 und 1978. In den ersten beiden Staffeln der Actionserie Ein Colt für alle Fälle hatte er an der Seite von Lee Majors eine weitere wiederkehrende Nebenrolle als der namenlose „Regisseur“, mit dem Majors’ Hauptfigur des Stuntmans regelmäßig zusammenarbeitet.
Zuletzt erschien im Jahr 2001 der Film Metal mit ihm. Im selben Jahr starb er im Alter von 77 Jahren in Los Angeles. Bryant war von 1958 bis zu seinem Tod mit seiner Frau Patricia verheiratet. Der Ehe entstammten drei Kinder.

## Filmografie (Auswahl)

### Kino- und Fernsehfilme
- 1949: Der Kommandeur (Twelve O’Clock High)
- 1950: So ein Pechvogel (When Willie Comes Marching Home)
- 1951: People Will Talk
- 1952: Eintritt verboten (Off Limits)
- 1955: Akte XP 15 (A Bullet for Joey)
- 1955: King Dinosaur
- 1955: Das Grauen aus der Tiefe (It Came from Beneath the Sea)
- 1957: Düsenjäger (Jet Pilot)
- 1958: The Missouri Traveler
- 1958: Der Teufel holt sie alle (Badman’s Country)
- 1959: Unternehmen Petticoat (Operation Petticoat)
- 1962: Der letzte Zug (Experiment in Terror)
- 1963: Der rosarote Panther (The Pink Panther)
- 1964: Leih mir deinen Mann (Good Neighbor Sam)
- 1965: Wie bringt man seine Frau um? (How to Murder Your Wife)
- 1965: Geheimagent Barrett greift ein (The Satan Bug)
- 1965: Das große Rennen rund um die Welt (The Great Race)
- 1966: Tag der Abrechnung (Ride Beyond Vengeance)
- 1966: Was hast du denn im Krieg gemacht, Pappi? (What Did You Do in the War, Daddy?)
- 1967: Das Hotel (Hotel)
- 1969: Smith! – Ein Mann gegen alle (Smith!)
- 1969: Pulver und Blei (Heaven with a Gun)
- 1970: Die Bestialischen (The Animals)
- 1970: Chisum
- 1971: Um 9 Uhr geht die Erde unter (City Beneath the Sea, Fernsehfilm)
- 1971: Missouri (Wild Rovers)
- 1972: Der unsichtbare Mörder (Killer by Night, Fernsehfilm)
- 1972: Terror in Block C (Women in Chains, Fernsehfilm)
- 1972: Eroberung vom Planet der Affen (Conquest of the Planet of the Apes)
- 1973: Bis zum letzten Atemzug (The Deadly Trackers)
- 1974: McQ schlägt zu (McQ)
- 1975: Die Kehrseite der Medaille (The Other Side of the Mountain)
- 1975: Todesschreie (Death Scream, Fernsehfilm)
- 1975: Der Große aus dem Dunkeln, Teil 2 – Allein gegen Korruption (Walking Tall Part 2)
- 1976: Sag ja zur Liebe (Gable and Lombard)
- 1976: Ein Wolf kehrt zurück (The Flight of the Grey Wolf, Fernsehfilm)
- 1976: SOS in den Wolken - Countdown der Angst (Mayday at 40,000 Feet!, Fernsehfilm)
- 1976: Zwei Minuten Warnung (Two-Minute Warning)
- 1978: U-Boot in Not (Gray Lady Down)
- 1978: Zwei heiße Typen auf dem Highway (Corvette Summer)
- 1978: Cowboy mit 300 PS (Steel Cowboy, Fernsehfilm)
- 1979: Noch mehr Abenteuer der Familie Robinson in der Wildnis (Mountain Family Robinson)
- 1985: Angel’s Höllenkommando (Hell Squad)
- 1986: Allison Tate (The Education of Allison Tate)
- 1987: Amazonen auf dem Mond oder Warum die Amis den Kanal voll haben (Amazon Women on the Moon)
- 2001: Metal

### Fernsehserie
- 1954: Meet Mr. McNutley (Folge 2x12)
- 1955/1958: Wyatt Earp greift ein (The Life and Legend of Wyatt Earp, 2 Folgen)
- 1957: Dezernat M (M Squad, Folge 1x02)
- 1957: Die Texas Rangers (Tales of the Texas Rangers, Folge 2x13)
- 1957–1974: Rauchende Colts (Gunsmoke, 8 Folgen)
- 1958: Maverick (Folge 2x12)
- 1958–1962: Westlich von Santa Fé (The Rifleman, 4 Folgen)
- 1959: Sugarfoot (Folge 3x06)
- 1959–1961: The Rebel (9 Folgen)
- 1959–1963: Am Fuß der blauen Berge (Laramie, 7 Folgen)
- 1960: Abenteuer im wilden Westen (Zane Grey Theater, Folge 4x23)
- 1960–1969: Im Wilden Westen (Death Valley Days, 3 Folgen)
- 1961: Peter Gunn (Folge 3x22)
- 1962: Kein Fall für FBI (The Detectives, Folge 3x28)
- 1962: Die Unbestechlichen (The Untouchables, 2 Folgen)
- 1963: Die Leute von der Shiloh Ranch (The Virginian, Folge 2x14)
- 1963: Meine drei Söhne (My Three Sons, Folge 4x15)
- 1963: Sprung aus den Wolken (Ripcord, Folge 2x16)
- 1964–1965: Tausend Meilen Staub (Rawhide, 2 Folgen)
- 1965–1966: Geächtet (Branded, 8 Folgen)
- 1967: Solo für O.N.C.E.L. (The Man from U.N.C.L.E., Folge 3x29)
- 1967: Hondo (11 Folgen)
- 1967–1972: Bonanza (5 Folgen)
- 1968: Die Spur des Jim Sonnett (The Guns of Will Sonnett, Folge 1x22)
- 1968–1969: Lancer (4 Folgen)
- 1968/1972: Mannix (2 Folgen)
- 1969: Verrückter wilder Westen (The Wild Wild West, Folge 4x23)
- 1969: Ihr Auftritt, Al Mundy (It Takes a Thief, Folge 2x25)
- 1969: Kobra, übernehmen Sie (Mission: Impossible, Folge 4x08)
- 1969/1971: The Name of the Game (2 Folgen)
- 1970–1973: Ein Sheriff in New York (McCloud, 4 Folgen)
- 1971: Ohne Furcht und Sattel (Bearcats!, Folge 1x00)
- 1971: Alias Smith und Jones (Alias Smith and Jones, 2 Folgen)
- 1971–1973: FBI (The F.B.I., 3 Folgen)
- 1972/1974: Der Chef (Ironside, 2 Folgen)
- 1972–1976: Walt Disneys bunte Welt (Disneyland, 5 Folgen)
- 1972–1978: Notruf California (Emergency!, 19 Folgen)
- 1973: California Cops – Neu im Einsatz (The Rookies, Folge 1x19)
- 1973: Columbo: Klatsch kann tödlich sein (Requiem for a Falling Star, Fernsehreihe)
- 1973–1976: Barnaby Jones (3 Folgen)
- 1974: Columbo: Teuflische Intelligenz (Mind over Mayhem, Fernsehreihe)
- 1974: McMillan & Wife (Folge 3x04)
- 1974: Toma (Folge 1x09)
- 1974/1975: Detektiv Rockford – Anruf genügt (The Rockford Files, 2 Folgen)
- 1975: Petrocelli (Folge 1x20)
- 1975: Cannon (2 Folgen)
- 1975: Die Küste der Ganoven (Barbary Coast, Folge 1x08)
- 1976: Die Waltons (The Waltons, Folge 5x09 Land in Gefahr)
- 1976: Die Sieben-Millionen-Dollar-Frau (The Bionic Woman, 2 Folgen)
- 1976–1978: Die Zwei mit dem Dreh (Switch, 15 Folgen)
- 1978: Hawaii Fünf-Null (Hawaii Five-O, Folge 11x05 Die einzige Zeugin)
- 1978: Kampfstern Galactica (Battlestar Galactica, Folge 1x12 Galactica unter Feuer)
- 1978–1981: Lou Grant (3 Folgen)
- 1979: B.J. und der Bär (B. J. and the Bear, 2 Folgen)
- 1980: Der lange Treck (The Chisholms, Folge 2x08)
- 1980: Die Jeffersons (The Jeffersons, 2 Folgen)
- 1981: Drei Engel für Charlie (Charlie’s Angels, Folge 5x06 Der verkannte Wohltäter)
- 1981: Buck Rogers (Buck Rogers in the 25th Century, Folge 2x09)
- 1981–1989: Simon & Simon (5 Folgen)
- 1982: Bret Maverick (Folge 1x07)
- 1982: Vater Murphy (Father Murphy, Folge 2x01)
- 1982: Quincy (Quincy, M.E., Folge 8x06)
- 1982: Die Zeitreisenden (Voyagers!, Folge 1x08)
- 1982–1983: Ein Colt für alle Fälle (The Fall Guy, 14 Folgen)
- 1983: CHiPs (Folge 6x14 Affentheater)
- 1983: Dallas (2 Folgen)
- 1983: Hardcastle & McCormick (Hardcastle and McCormick, Folge 1x01)
- 1983: Matt Houston (Folge 2x04)
- 1984: Falcon Crest (Folge 4x01 Requiem)
- 1984: Magnum (Magnum, P.I., Folge 5x04 Ein moderner Robin Hood)
- 1985: Agentin mit Herz (Scarecrow and Mrs. King, Folge 2x15)
- 1986: Cagney & Lacey (Folge 5x13)
- 1986: Airwolf (Folge 3x21)
- 1988: High Mountain Rangers (2 Folgen)
- 1989: Mord ist ihr Hobby (Murder, She Wrote, Folge 5x21)
- 1995: Batman (Batman: The Animated Series, Folge 4x02, Stimme)